# Surrey Grass Court Championships
 Surrey Grass Court Championships  – nierozgrywany turniej tenisowy organizowany z przerwami w latach 1890–1981 w Surbiton, w gminie Royal Borough of Kingston upon Thames pod Londynem.
Ostatnią edycję w 1981 roku wygrała Betsy Nagelsen. Po osiemnastu latach (1997) turniej został wznowiony, ale w randze ITF.

## Historia nazw turnieju
| Rok       | Nazwa                                   |
| 1952–1969 | Surrey Grass Court Championships        |
| 1970–1975 | Rothmans Surrey GC Championships        |
| 1978      | Ely's Surrey Grass Courts Championships |
| 1981      | Surrey Grass Courts Championships       |

## Mecze finałowe

### Gra pojedyncza kobiet
| Rok               | Zwyciężczyni                   | Finalistka                     | Wynik                      |                            |
| 1981              | Betsy Nagelsen                 | Barbara Hallquist              | 6:0, 6:4                   |                            |
| 1980              | Turniej nie był rozgrywany     | Turniej nie był rozgrywany     | Turniej nie był rozgrywany | Turniej nie był rozgrywany |
| 1979              | Cyntia Doerner-Seiler          | Kym Ruddell                    | 6:1, 6:2                   |                            |
| 1978              | Evonne Goolagong Cawley        | Winnie Shaw                    | 6:1, 6:1                   |                            |
| 1977              | Winnie Shaw                    | Gwen Sammel                    | 6:3, 7:6                   |                            |
| 1976              | Turniej nie był rozgrywany     | Turniej nie był rozgrywany     | Turniej nie był rozgrywany | Turniej nie był rozgrywany |
| 1975              | Greer Stevens                  | Patti Hogan                    | 6:1, 6:4                   |                            |
| 1974              | Sue Barker                     | Sue Mappin                     | 6:2, 7:5                   |                            |
| 1973              | Wendy Turnbull                 | Ann Kiyomura                   | 6:2, 6:0                   |                            |
| 1972              | Joyce Barclay-Williams         | Patti Hogan                    | 6:4, 6:3                   |                            |
| 1971              | Judy Tegart Dalton             | Joyce Barclay-Williams         | 9:8, 6:2                   |                            |
| 1970              | Ann Haydon-Jones               | Patti Hogan                    | 2:6, 6:3, 6:4              |                            |
| 1969              | Mary-Ann Eisel                 | Judy Tegart                    | 4:6, 6:4, 8:6              |                            |
| 1968              | Judy Tegart                    | Christine Janes                | 10:8, 6:4                  |                            |
| Początek Ery Open |                                |                                |                            |                            |
| 1967              | Lynn Abbes                     | Robin Blakelock-Lloyd          | 6:4, 6:3                   |                            |
| 1966              | Winnie Shaw                    | Mary-Ann Eisel                 | 6:4, 4:6, 6:3              |                            |
| 1965              | Christine Truman               | Rita Bentley                   | 7:5, 6:1                   |                            |
| 1964              | Ann Haydon-Jones               | Carole Caldwell Graebner       | 6:3, 6:1                   |                            |
| 1963              | Deidre Catt                    | Darlene Hard                   | 1:6, 9:7, 8:6              |                            |
| 1962              | Angela Mortimer                | Carole Caldwell Graebner       | 6:4, 6:4                   |                            |
| 1961              | Deidre Catt                    | Edda Buding                    | 5:7, 6:3, 7:5              |                            |
| 1960              | Angela Mortimer                | Christine Truman               | 3:6, 6:4, 9:7              |                            |
| 1959              | Sally Moore                    | Ann Haydon                     | 6:4, 6:2                   |                            |
| 1958              | Althea Gibson                  | Mimi Arnold                    | 6:1, 6:0                   |                            |
| 1957              | Althea Gibson                  | Thelma Coyne Long              | 8:6, 7:5                   |                            |
| 1956              | Althea Gibson                  | Anne Shilcock                  | 6:3, 13:11                 |                            |
| 1955              | Rosemary Walsh                 | Daphne Seeney                  | 6:4, 7:5                   |                            |
| 1954              | Shirley Fry i Doris Hart       | Shirley Fry i Doris Hart       | tytuł wspólny              |                            |
| 1953              | Patricia Ward                  | Shirley Bloomer                | 6:2, 6:3                   |                            |
| 1952              | Maureen Connolly               | Patricia Canning Todd          | 3:6, 6:3, 6:4              |                            |
| 1951              | Helen Fletcher                 | Joan Curry                     | 6:3, 6:1                   |                            |
| 1950              | Jean Walker-Smith              | Jean Quertier                  | 6:2, 7:5                   |                            |
| 1949              | Patricia Canning Todd          | Jean Walker-Smith              | 6:3, 9:7                   |                            |
| 1948              | Joan Curry i Jean Walker-Smith | Joan Curry i Jean Walker-Smith | tytuł wspólny              |                            |
| 1947              | Kay Stammers Menzies           | Joan Curry                     | 6:4, 6:3                   |                            |
| 1946              | Kay Stammers Menzies           | Gay Moorhouse Chandler         | 6:4, 6:3                   |                            |

### Gra podwójna kobiet
| Rok               | Zwyciężczynie                           | Finalistki                              | Wynik                           |                            |
| 1981              | Sue Barker Ann Kiyomura                 | Billie Jean King Ilana Kloss            | 6:1, 6:7, 6:1                   |                            |
| 1980              | Turniej nie był rozgrywany              | Turniej nie był rozgrywany              | Turniej nie był rozgrywany      | Turniej nie był rozgrywany |
| 1979              | Brak danych                             | Brak danych                             | Brak danych                     |                            |
| 1978              | Winnie Shaw Lesley Charles              | Clare Harrison Debbie Jevans            | 6:2, 6:4                        |                            |
| 1977              | Brak danych                             | Brak danych                             | Brak danych                     |                            |
| 1976              | Turniej nie był rozgrywany              | Turniej nie był rozgrywany              | Turniej nie był rozgrywany      | Turniej nie był rozgrywany |
| 1975              | Patti Hogan Greer Stevens               | Lindsay Blachford Judy Tegart Dalton    | 7:9, 6:1, 9:7                   |                            |
| 1974              | Lesley Charles Sue Mappin               | Sue Barker Kate Latham                  | 6:1, 6:0                        |                            |
| 1973              | Linky Boshoff Ilana Kloss               | Ann Kiyomura Peggy Michel               | 7:5, 6:2                        |                            |
| 1972              | Lesley Charles Jackie Fayter-Hough      | Patricia Coleman Wendy Turnbull         | 6:4, 7:7 przerwany przez deszcz |                            |
| 1971              | Brak danych                             | Brak danych                             | Brak danych                     |                            |
| 1970              | Ann Haydon-Jones Joyce Barclay-Williams | Kerry Melville Corinne Molesworth       | 3:6, 6:3, 6:2                   |                            |
| 1969              | Judy Tegart Winnie Shaw                 | Betty Stöve Joyce Barclay               | 6:4, 7:5                        |                            |
| 1968              | Robin Blakelock Judy Tegart             | Winnie Shaw Joyce Barclay               | 10:8, 6:3                       |                            |
| Początek Ery Open |                                         |                                         |                                 |                            |
| 1952              | Helen Fletcher Jean Quertier            | Thelma Coyne Long Patricia Canning Todd | 6:4, 6:4                        |                            |